# 真白真緒
真白真緒（日语：／ Mashiro Mao，1997年11月8日—）是一位日本AV女優。T-POWERS所屬，2020年9月起以「三浦瑠衣」的名字活動。

## 外部連結
- 三浦るい，存于 - LINE BLOG（2020年11月27日 - ）